# Popurri

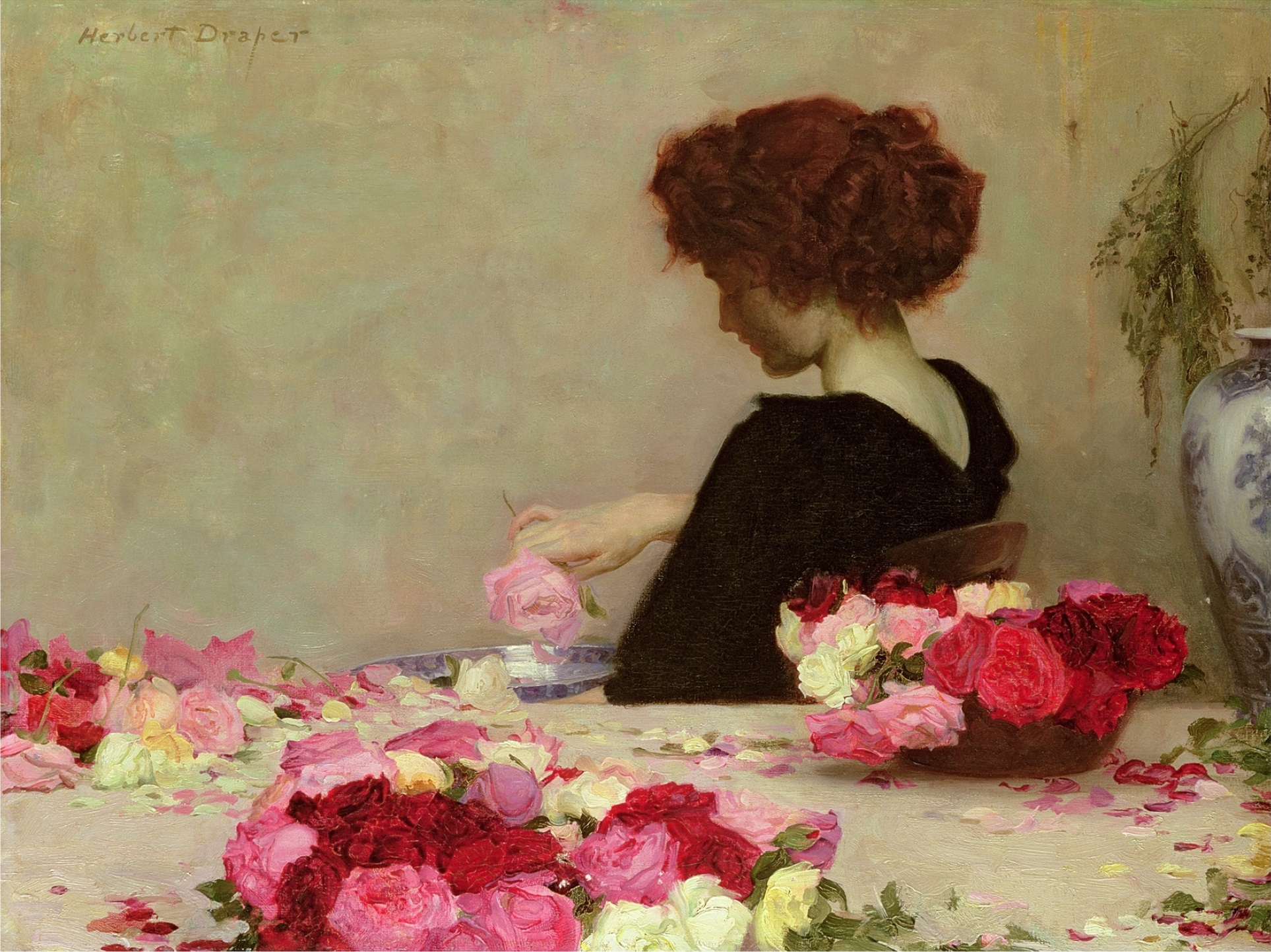
Pintura d'una dona que fa popurri per Herbert James Draper, 1897.

Popurri (també dit popurrí o potpurrí) és una barreja de materials vegetals secs i perfumats de manera natural o artificial, usats per proporcionar un aroma suau, especialment en entorns residencials. Sovint es posa en recipients decoratius de diversa mena.
La paraula "popurri" te l'origen en la paraula francesa pot-pourri, que vol dir «olla podrida.»
La paraula podria tenir el seu origen en un plat tradicional de la ciutat de Burgos i hauria arribat a França portada per l'exèrcit francès arran de l'ocupació napoleònica de la mateixa ciutat (1808–1813).

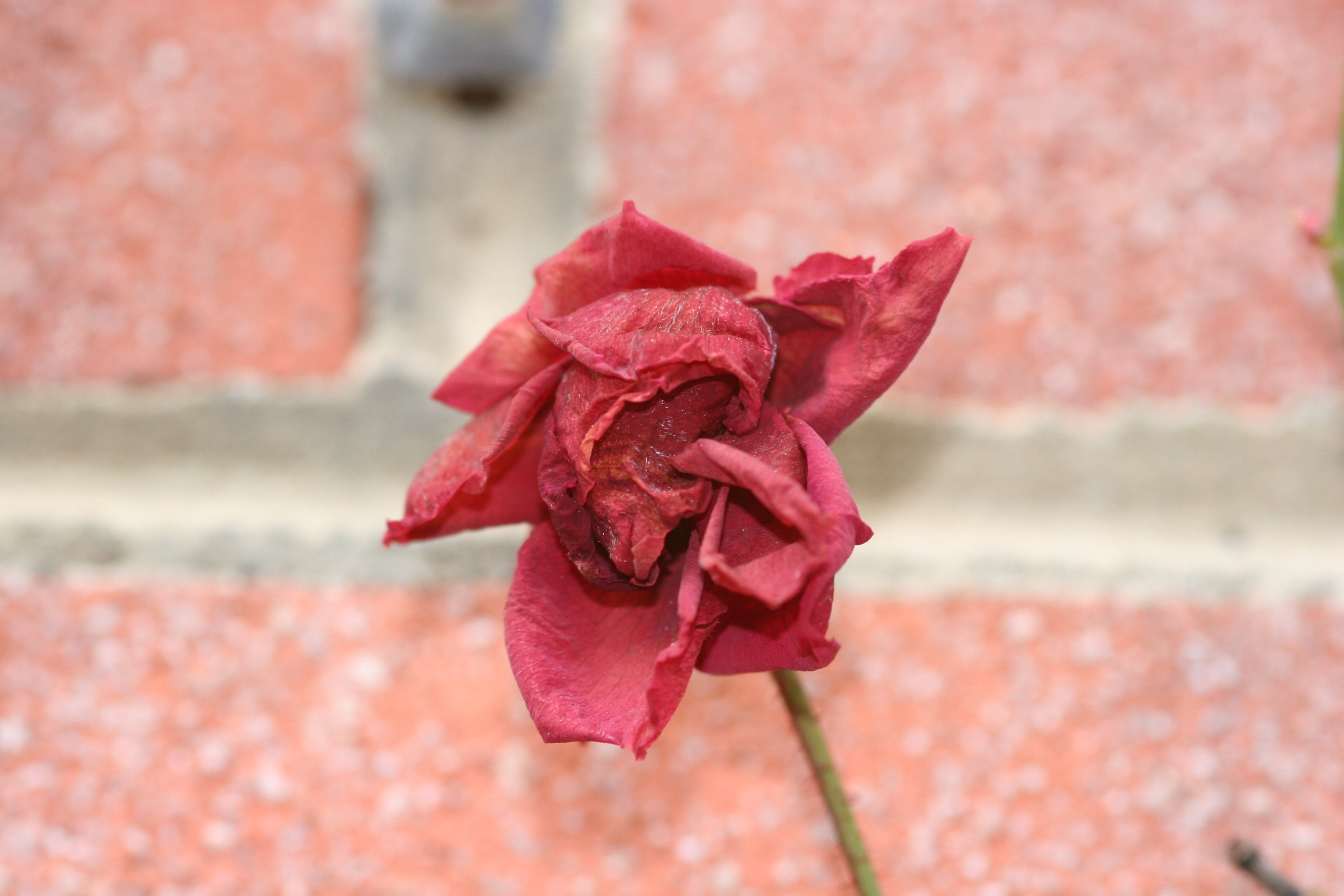
Una rosa seca. Les flors assecades són un component comú del popurri.

Hi ha moltes espècies de plantes que s'usen per compondre popurri. Els investigadors han identificat 300 espècies de 95 famílies, incloent fongs i líquens. També s'han trobat alguns ingredients tòxics com el fruit Strychnos nux-vomica, l'arbre de l'estricnina o matacà.
Algunes de les plantes aromàtiques emprades al popurri tradicional inclouen:
- Encenalls de fusta de cedre (tòxic, un repel·lent d'arna)
- canyella
- clavell d'espècia
- Encenalls de fusta del xiprer (tòxic, un altre repel·lent d'arna)
- Llavor de fonoll
- Encens, encenalls de fusta de cedre
- Flors de gessamí i oli
- Flor i poncella de ginjoler
- Encenalls de fusta del ginebrer (tòxic, un repel·lent d'arna)
- Fulles d'espígol i flors
- Fulles i flors de melissa
- Pela i llesques de fruit de llimona
- Marduix Fulles i flors
- Fulles i flors de reseda
- Fulles de menta i flors
- Pela i llesques de fruit de taronja
- Fulles de varietats aromàtiques de gerani
- Encenalls de pi i pinyes
- Flors de rosa, malucs, o oli
- Romaní, fulles i flors